# لکسار
لکسار (به انگلیسی: Lexar) یک شرکت چینی است که در بخش سخت‌افزار کامپیوتر و به‌خصوص حافظه‌ها فعالیت می‌کند. این شرکت در سال ۱۹۹۶ در سن خوزه، کالیفرنیا، آمریکا تأسیس شد و در سال 2017 توسط یک شرکت چینی خریداری شد.